# Paulina Medeiros
María Paulina Medeiros (Montevideo, 29 de marzo de 1903 - Montevideo, ~12 de abril de 1992) fue una narradora, poeta, dramaturga, novelista y cuentista uruguaya.

## Biografía
De profesión asistente social, trabajó en barrios humildes y zonas rurales de Uruguay. Fue también una militante en la defensa de los derechos de la mujer.
Fue una activa opositora de la dictadura de Gabriel Terra en Uruguay (1933-1938). Durante su gobierno fue secuestrada y encarcelada, exiliándose luego en Buenos Aires. Fue miembro de organizaciones gremiales de escritores, como la Asociación Uruguaya de Escritores (AUDE), en la que se desempeñó como secretaria desde el año 1949.
Su primera publicación data de 1929, participando en años posteriores en algunas publicaciones literarias importantes como Alfar y Cuadernos Julio Herrera y Reissig.
Asistía regularmente a tertulias en el Café Sorocabana de Montevideo, junto a otros escritores y narradores de diversos géneros como Marosa di Giorgio, Rolando Faget, Miguel Ángel Campodónico, Wilfredo Penco, Leonardo Garet, Claudio Ross, Concepción Silva Belinzon, Ricardo Prieto y Alejandro Michelena, entre otros.
El 15 de marzo de 1960 Medeiros participó de la muestra de obras de Juvenal Ortiz Saralegui en el Argentino Hotel de Piriápolis, durante las IV Jornadas de Poesía.
El epistolario Felisberto Hernández y yo recoge la correspondencia de la relación sentimental que tuvo con el escritor Felisberto Hernández entre 1943 y 1947.
Bosque sin dueño es una reescritura del cuento Barbazul de Charles Perrault.

## Obras

### Poesía
- El posadero que hospedaba sueños sin cobrarles nada (poemas en prosa, 1929).[8]
- Párpados de piedra (Tip. Parma, 1931).[9]
- Fronda sumergida (Alfar, 1945).[10]
- Calle de otoño (1948).[11]

### Narrativa
- Las que llegaron después (Editorial Claridad, 1940).[12]
- Río de lanzas (Editorial Claridad, 1946).[13]
- Corazón de agua (Central, 1948).[14]
- Un jardín para la muerte (Santiago Rueda Editor, Buenos Aires, 1951).[15]
- Bosque sin dueño (Galería Libertad, Montevideo, 1959).[16]
- Otros iracundos (Salvador Rueda Editor, Buenos Aires, 1962).[17]
- El faetón de los Almeida (1966).[18]
- Miedo: su servidor (Puntal, 1966 - reed. Ediciones de la Banda Oriental, 1969).[19][20]
- Resplandor sobre el abismo (Ed. Plus Ultra, Buenos Aires, 1983).[21]

### Teatro
- Los almácigos del diablo (1947).

### Correspondencia
- Felisberto Hernández y yo (Biblioteca de Marcha, Montevideo, 1974).[22]